# La mia vita è un film - 55++ anni di musica
La mia vita è un film - 55++ anni di musica è una raccolta di Orietta Berti composta da un cofanetto che raccoglie sei CD pubblicata il 16 settembre 2022 su etichetta discografica Gapp Music. La raccolta contiene anche brani inediti tra i quali i singoli di grande successo Mille cantata con Fedez e Achille Lauro e Luna piena prodotta da Hell Raton.
Il quinto disco, chiamato Intervallo Featuring, contiene featuring con Fedez, Achille Lauro, Hell Raton, Lo Stato Sociale, Lodo Guenzi, Extraliscio, Platinette, Le Deva, Mara Redeghieri, Il Piccolo Coro dell'Antoniano, Cristiano Malgioglio, Tango Spleen, Giorgio Faletti e i direttori d'orchestra Franco Micalizzi, Enzo Campagnoli, Luigi Saccà.

## Tracce
CD 1 - Primo Tempo (1965 - 1984)
1. Tu sei quello (Anelli, Beretta)
2. L'altalena (Conti, Pace, Argenio, Panzeri)
3. Io ti darò di più (Testa, Remigi)
4. Non illuderti mai (Pace, Pilat, Panzeri)
5. Solo tu (F. Monti Arduini)
6. Alla fine della strada (Pace, Pilat, Panzeri)
7. Quando l'amore diventa poesia (Mogol, Soffici)
8. Il ritmo della pioggia (Conti, Pace, Panzeri)
9. Noi due insieme (Cazzulani, Trimarchi)
10. Voglio dirti grazie (Anelli, Beretta, Del Prete)
11. Stasera ti dico no (Conti, Pace)
12. Tipitipitì (Pace, Pilat, Panzeri)
13. Ancora un po' con sentimento (Cazzulani, Pace)
14. Fin che la barca va (Pace, Pilat, Panzeri)
15. Tu che non sorridi mai (Terzi, Sili)
16. Via dei ciclamini (Conti, Pace, Argenio, Panzeri)
17. Osvaldo tango (Cazzulani, Pace, Panzeri)
18. Io, tu e le rose (Brinniti, Pace, Panzeri)
19. Dove non so (Tema di Lara) (G.Calabrese, Jarre, Webster)
20. Eppure ti amo (Conti, Pace, Panzeri)
21. Se m'innamoro di un ragazzo come te (Pace, Panzeri, Savio)
22. Occhi rossi (Conti, Pace, Pilat, Panzeri)
23. Una bambola blu (Pace, Pilat, Panzeri)
24. Quando la prima stella (Colonnello, Pallavicini)
25. La nostalgia (Mancino, Savino)

CD 2 - Secondo Tempo (1984 - 1999)
1. Pensami (G. Belfiore, M. Grever)
2. Come prima (S. Taccani, M. Panzeri, E. Di Paola)
3. Nessuno al mondo (No arms can ever hold you) (Grafer, Nebb, Gioia, Rastelli)
4. La notte è fatta per amare (Another day another heartache) (F. Migliacci, H. Greenfield, N. Sedaka)
5. Se stasera sono qui (L. Tenco, Mogol)
6. Io che amo solo te (S. Endrigo)
7. Dimmi (Balsamo)
8. Siamo così (Malgioglio, Balsamo)
9. Futuro (Raggi, Balsamo)
10. Senza te (Raggi, Balsamo)
11. Parla con me (Balsamo)
12. Io come donna (Raggi, Balsamo)
13. Non ti lascerò (Raggi, Balsamo)
14. Tarantelle (Raggi, Balsamo, M. Reitano)
15. Da un'eternità (Castellari, Malgioglio, Molco)
16. Semplici (G. Panceri, R. Rossi)
17. Per questo grande ed infinito amore (E. Riccardi)
18. Incompatibili ma indivisibili (Salvatore, Bigazzi)
19. Non ci sarò (Isola, Calabrese)
20. Grande, grande, grande (Testa, Renis)

CD 3 - Terzo Tempo (1999 - 2015)
1. Il nostro concerto (G. Calabrese , U. Bindi)
2. Dominique (Etrusco, Soeur Sourire)
3. Se stiamo insieme (Mogol, Cocciante)
4. L'ultima occasione (Climax, Del Monaco)
5. E poi verrà l'autunno (Amurri, Pisano)
6. Un colpo al cuore (Bigazzi, Capuano)
7. La musica è finita (Califano, Bindi)
8. La voce del silenzio (Limiti, Mogol, Isola)
9. Canzone per te (S. Bardotti, S. Endrigo)
10. Non ti scorderò (Beretta, Simoni, Bindi)
11. Besame mucho (C. Velazquez)
12. Quien serà (P. Beltràn Ruiz)
13. Amado mio (D. Fisher)
14. Sabor a mi (A. Carrillo)
15. Feelings (M. Albert)
16. Amore fermati (B. Zapponi, G. Kramer, I. Terzoli)
17. Estate (Odio l'estate) (B. Brighetti, B. Martino)
18. Tu vuo' fa' l'americano (Nisa, R. Carosone)
19. Colpevole (A. Vaschetti, G. Fasano, G. Grottoli)
20. Amami per sempre (A. Grezio, M. Ranavro, P. Palma)
21. More (Ti guarderò nel cuore) (M. Ciorciolini, N. Oliviero, R. Ortolani)

CD 4 - Quarto Tempo (2015 - 2020)
1. Preludio (Comini)
2. E la chiamano estate (Martino, Califano, Zanin)
3. Perfidia (D. Borras)
4. 'O Sarracino (Nisa, Carosone)
5. Arrivederci (Calabrese, Bindi)
6. Dietro un grande amore (Limiti, Nocetti)
7. Nun è peccato (Rossi, Calise)
8. 'Na sera 'e maggio (Pisano, Cioffi)
9. Io potrei (Monti Arduini, Pittoni, Russo)
10. Torero (Nisa, Carosone)
11. T'aspetto 'e nove (Bonagura, Carosone)
12. Dietro un grande amore (Version II) (Limiti, Nocetti)
13. Dicitencello vuje (Fusco, Falvo)
14. Luna rossa (Viscione, De Crescenzo)
15. Intentalo encontrar (Monton, Martin)
16. Guaglione (Fanciulli, Nisa)
17. Anema e core (D'Esposito, Manlio)
18. Vita della vita mia (Lucarelli, Beretta)
19. Qué se esconde detrás (Dietro un grande amore - Spanish Version) (Limiti, Nocetti)
20. Historia de un amor (Biri, Almaran)
21. Lucciole vagabonde (Cherubini, Bixio)
22. Violino tzigano (Cherubini, Bixio)

CD 5 - Intervallo Featuring (2015-2022)
1. La balena (Broccoli, Calabrese, Baudo, Caruso)
2. La barca non va più (Lauzi, Caruso)
3. America in (Conti, Pace, Panzeri)
4. Trippy (Conti, Pace, Panzeri)
5. Tagliatelle (Tibaldi)
6. Rumba di tango (feat. Giorgio Faletti) (G. Faletti)
7. Lupin (feat. Franco Micalizzi) (Micalizzi, Migliacci)
8. Dimmi (feat. Platinette) (Balsamo)
9. Cupamente (feat. Mara Redeghieri) (Redeghieri)
10. Dietro un grande amore (feat. Tango Spleen) (Sugarkane Wedding Version - Live) (Limiti, Nocetti)
11. Boh (feat. Franco Micalizzi e Maurizio Ferrini) (Cardia, Micalizzi, Ferrini)
12. Merendine blu (feat. Lo Stato Sociale, Lodo Guenzi e Extraliscio) (Mariani, Pacifico)
13. Fotoromanza (feat. Luigi Saccà) (Plank, Nannini, Riva)
14. E la luna bussò (feat. Luigi Saccà) (Pace, Lavezzi, Avogadro)
15. La vie en rose (feat. Luigi Saccà) (Piaf, Guglielmi)
16. Innamoramento (Cristiano Malgioglio Remix) (Malgioglio, Castellari, Piras, Molco)
17. Io che amo solo te (feat. Le Deva) (Endrigo)
18. Una rosa roja una rosa blanca (Guerra, Lunano)
19. Bianco Natale (White Christmas) (feat. Enzo Campagnoli) (Carrera, Bellobuono, Irving)
20. Amazzonia (feat. Il Piccolo Coro dell'Antoniano) (Vaschetti, Grottoli, Iommi, Mammaro)
21. Mille (con Achille Lauro e Fedez) (Simonetta, Lucia, D'Amico, De Marinis, Antonacci)
22. Luna piena (Ferrara, Zappadu, Rettani, Mammaro, Luini)

CD 6 - La mia vita è un film (2021)
1. Quando ti sei innamorato (Sanremo version) (F. Boccia, C. Tommy Esposito, Rettani)
2. Il coraggio di chiamarlo amore (V. Campagnoli, G. Campagnoli, M. Guida)
3. Insieme a te (V. Campagnoli, G. Campagnoli, M. Guida)
4. Film (La mia vita è un film) (F. Boccia, C. Tommy Esposito)
5. Amore e disamore (L. Albertelli, A. Anelli)
6. Un minuto di più (F. Monti Arduini)
7. Senza di noi (V. Campagnoli, G. Campagnoli, M. Guida)
8. Io sono il cane (S. De Blasio, F. Oliviero)
9. Siamo diversi (L. Lana, L. Bacalov)
10. Vedi come va (G. Calabrese, D. Patucchi)
11. Io vivo di te (V. Campagnoli, G. Campagnoli, M. Guida)
12. Un like sulla tua foto (G. Santamaria, R. Ingegneri, M. Vito)
13. Come un elisir (L. Lana, A. Donati)
14. La mia storia tutta in O (M. Gardini, G. Paolo Fontana, R. De Luca)
15. Diverso (V. Campagnoli, G. Campagnoli, M. Guida)
16. Fin che c’è vita c’è speranza (V. Campagnoli, G. Campagnoli, M. Guida)
17. L'oro e l’argento (M. Capuana)
18. Amore e disamore (Osvaldo version) (L. Albertelli, A. Anelli)
19. Film (La mia vita è un film - version II) (F. Boccia, C. Tommy Esposito)
20. Quando ti sei innamorato (F. Boccia, C. Tommy Esposito, M. Rettani)